# David Ogilvy
För andra betydelser, se David Ogilvy (olika betydelser).

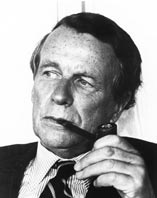
David Ogilvy

David Ogilvy, född 23 juni 1911 i byn West Horsley i Surrey, död 21 juli 1999 på sitt slott Château de Touffou i Vienne i Frankrike, var en brittisk reklammakare. Som grundare och ledare för Ogilvy & Mather anses han vara en av de mest framgångsrika reklammakarna under 1900-talet och kallas ibland Reklamens fader.

## Biografi
David Ogilvy studerade vid Oxford men relegerades efter två år. Han började arbeta som kock i Paris och senare som försäljare av Agaspisar. Han fick senare anställning vid Gallup och gjorde marknadsundersökningar. Efter en period som bonde hos amishbefolkningen grundande han 1948 reklambyrån Ogilvy, Benson, and Mather i New York, senare Ogilvy & Mather. Byrån kom under 1950-talet under Ogilvys ledning att utvecklas till en av världens största och framgångsrika reklambyråer med huvudkontor på Madison Avenue i New York. Bland företagens tidiga framgångar märks reklamkampanjer för Guinness, Hathaway, Schweppes och Dove. Ogilvys genombrott kom med skjortkampanjen för Hathaway 1951.